# Sonderpostamt
Als Sonderpostamt (SonderPA) werden im deutschsprachigen Raum eigens zu speziellen Anlässen wie Jubiläen oder Veranstaltungen und Messen eingerichtete Postämter bzw. Postfilialen bezeichnet. Andere Sonderpostämter werden auf traditionell wiederkehrende Veranstaltungen ausgerichtet.

## Länderspezifika

### Deutschland
Sehr viele Sonderpostämter gab es bis in die erste Hälfte des 20. Jahrhunderts in Berlin, dazu zählen:
- Postamt des Reichstags in Berlin NW 7
- Postamt Berlin (Landtag) in Berlin SW 11
- Postamt Berlin C 111 (Reichsbank)
- Kabinettspostamt
- Postamt C 63 (Neue Friedrichstraße 14/17) im Gebäude des Amtsgericht Berlin-Mitte
- Postamt O 67 (Zentralviehhof, Eldenaer Straße 37/38)
- Postamt Berlin-Friedrichsfelde im Magerviehhof

Nach dem Zweiten Weltkrieg, zu Zeiten der Bundespost waren als ständige Sonderpostämter (SonderPÄ) vorhanden:
- Postamt Bonn Bundeshaus in der Görresstraße 15
- Postamt Hannover-Landtag (Niedersächsischer Landtag)

Nichtständige aber regelmäßige SonderPÄ für die Dauer besonderer Veranstaltungen gab es beispielsweise:
- Postamt Dortmund Westfalenhalle
- Postamt Frankfurt (Main) Messegelände
- Postamt Hannover Messegelände
- Postamt Kiel Ostseehalle
- Postamt Köln-Deutz Messegelände (Koelnmesse)
- Postamt München Theresienhöhe, Ausstellungspark
- Postamt München Deutsches Museum
- Postamt Stuttgart Ausstellungsgelände auf dem Killesberg
- Postamt Stuttgart Landesgewerbemuseum

### Österreich
- Sonderpostamt Sankt Nikola an der Donau
- Nikolaus-Sonderpostamt des Innviertler Briefmarkensammelvereins (IBSV)
- Postamt Christkindl
- „Stille Nacht“ in Oberndorf
- Weihnachtssonderpostamt des Briefmarkensammelvereins BSV Favoriten